# Anna Maria Simundt
Anna Maria Simundt (* 13. Juni 1902 in München; † 18. Oktober 1978 in Regensburg) war eine deutsche Theaterschauspielerin, Rezitatorin, Sprechpädagogin und Schriftstellerin.

## Leben
Anna Maria Simundt war die Tochter eines Bildhauers namens Johann Strassgütl.
Simundt wirkte zunächst als Theaterschauspielerin an Schweizer, dann an vier Berliner Bühnen. Sie war verheiratet mit dem Schriftsteller Egon Christian Simundt, der 1937 aufgrund seiner jüdischen Großeltern väterlicherseits von der Reichsschrifttumskammer ausgeschlossen wurde und ein Publikationsverbot erhielt. Aus Treue zu ihrem Mann erhielt auch sie ein Berufsverbot. 
Nach dem Zweiten Weltkrieg ließ sie sich mit ihrem Mann in Regensburg nieder. Dort spielte sie am Stadttheater, machte sich als Rezitatorin einen Namen, war engagiert in der christlich-jüdischen Zusammenarbeit und dozierte an der Volkshochschule sowie als Lehrbeauftragte an der Pädagogischen Hochschule Regensburg. In den frühen 1970er Jahren wurde sie Mitglied der Regensburger Schriftstellergruppe (RSG) und war dort auch über zehn Jahre als Vorstandsmitglied aktiv. Sie war auch Senatorin der Halcyon Academy.
Simundt hatte auch eine Rolle im Kinderfilm Kleines Herz im Donautal (Originaltitel: Ich habe es nicht gewollt; International-Film Regensburg, 1955) von F.M. Danton, ist bei den Mitwirkenden aber mit falsch geschriebenem Familiennamen Siemundt gelistet. Unter anderem spielten im Film ihre Regensburger Theaterkollegen Karl Sladek und Paul Werder (* 1901 in Laibach), bekannt auch als „Verderber-Werder“, mit.

## Publikationen
- Aber die Liebe. Martin-Verlag Berger, Buxheim, 1973.

## Ehrungen
- 1977: Ehrenmitgliedschaft der Regensburger Schriftstellergruppe
- 1978: Nordgau-Kulturpreis der Stadt Amberg in der Kategorie „Dichtung“